# Sylvester Berg
Alf Sylvester Berg Pedersen (Aarhus, 27 de mayo de 1998), conocido en el ámbito deportivo como Sylvester Berg, es un jugador de baloncesto danés  y su actual equipo es el Bakken Bears de la Basket Ligaen de Dinamarca. Con 2,01 metros de estatura, juega en la posición de ala-pívot.

## Trayectoria
Formado en las categorías inferiores del Bakken Bears, debutó en 2015 con solo 16 años en la Basket Ligaen (primera división danesa) y en la FIBA Europe Cup. 
Con su club fue campeón de la competición doméstica en las temporadas 2016/17, 2017/18 y 2018/19, incrementando cada año su participación y prestaciones a pesar de su juventud. En la campaña 2018/19 promedió 5.6 puntos y 4.4 rebotes, si bien mejoró hasta los 11.4 puntos y 9 rebotes cuando jugó con el EBAA Aarhus, equipo filial de los Bears, también integrante de la Basket Ligaen. Durante esta temporada disputó un total de once partidos (incluyendo tres de clasificación) en la FIBA Europe Cup y recibió el Premio Eurobasket.com al Mejor Jugador Joven de la liga danesa.
En la temporada 2019/20 recala en las filas del Cáceres Patrimonio de la Humanidad, club español de LEB Oro, donde alternó su participación en la primera plantilla y en el equipo filial, el Torta del Casar Extremadura de Liga EBA. Con el equipo profesional promedió 3.5 puntos y 3.5 rebotes en los 22 partidos que disputó hasta la conclusión prematura de la temporada por la pandemia de coronavirus. Con contrato vigente, permaneció en el club cacereño como integrante del primer equipo en la temporada 2020/21, campaña en la que mejoró sus prestaciones hasta los 7.4 puntos y 4.5 rebotes.
El 28 de julio de 2021 se anunció su fichaje por el Real Valladolid Baloncesto de la liga LEB Oro de España. Disputó 38 encuentros, incluyendo 4 de Playoffs, en los que acreditó medias de 4.1 puntos y 2.8 rebotes.
El 12 de julio de 2022, firma por el Club Baloncesto Lucentum Alicante de la liga LEB Oro de España.
El 7 de julio de 2023, tras varias temporadas en España, regresa a su club de origen el Bakken Bears de la Basket Ligaen de Dinamarca.

## Internacional
Berg sería un fijo en las convocatorias de la selección de Dinamarca sub-16 y sub-18, llegando a disputar sendos Europeos y promediar 15.8 y 16.9 créditos de valoración.